# Шахты (Крым)
Ша́хты (укр. Шахти, крымскотат. Şahtı, Шахты) — исчезнувшее село в Бахчисарайском районе Крыма (согласно административно-территориальному делению Украины — Автономной), находилось на территории Верхореченского сельсовета. Располагалось в горах, в верховьях реки Качи (в ущелье правого притока ручья Чуин-Елга, в котловине между тремя вершинами Крымских гор: Анкита (высота 816 м) с юга, Агман (958 м) — с востока и на севере — Кискинташ (904 метра), у северо-западных склонов Бабуган-яйлы.

## История
Село возникло, как шахтерский посёлок при шахтах для добычи бурого угля. Решение о разработке угольных залежей и строительстве узкоколейной железнодорожной ветки к ним было принято лично бароном П. Н. Врангелем в марте 1920 года, там же впервые для угольных копей официально употреблено название Бешуй. 
Партизаны Крымской повстанческой армии А. В. Мокроусова решили лишить Врангеля поставок угля, необходимого для железнодорожного сообщения. Поздней ночью 30 (17) августа 1920 года партизаны в ходе атаки захватили копи и взорвали шахты найденным там же динамитом. После перестрелки партизаны отступили.
Активное участие в нападении на Бешуйские копи принимал И. Д. Папанин. Об этом писал в воспоминаниях участник боя Киселёв:
«Мы брали гору за горой, постройку за постройкой, выбили белых из центра шахт. Местами цепи противника и наши сходились на расстоянии 5—10 шагов. Дойдя до рабочих казарм, мы остановились. Лежавший со мной рядом в цепи т. Скрипниченко переругивался с лежащими напротив белыми, предлагая им сдаться. Вновь начинающаяся перестрелка заглушала переговоры, а сзади цепей шла подготовительная работа к взрыву шахт, руководимая Иваном Папаниным. Когда все было готово к взрыву, т. Мокроусов отдал приказ об отходе. Белые стреляли из пулеметов по отходящим цепям, но не причинили нам урона. Отойдя от центра шахт, через несколько минут мы услышали взрыв такой неимоверной силы, что под нами заколебалась почва. В воздух взлетели груды камней и дерева, большое пространство окуталось пылью и дымом. Результатом взрыва явилось уничтожение шахты № 1, материального и продуктового склада, мастерских и большого запаса взрывчатых веществ».
На картах селение обозначалось различно: на карте 1922 года — станция Копи — конечная на узкоколейке (проложенной от станции Сюрень), на карте 1938 года — шоссе (узкоколейка уже не обозначена) через Синапное — Коуш упирается в безымянное место добычи каменного угля, соответственно условному знаку, на других доступных картах (напр. «Административная карта Крымской области 1956 года») Бешуйские копи. В художественной и мемуарной литературе времён Отечественной войны употреблялось название посёлка Чаир — например, в книге командира Южного соединения партизанских отрядов Крыма Михаила Македонского «Пламя над Крымом», но в официальных документах такое название пока не обнаружено, нет его и в указе о переименовании 1948 года. Во время Великой Отечественной войны, 4 февраля 1942 года, за поддержку партизан и укрывательство красноармейцев, 15 жителей села были убиты немецкими карателями и полицаями, остальные вывезены в Бахчисарай и, по сообщению газеты Красный Крым, также расстреляны, а посёлок сожжён.

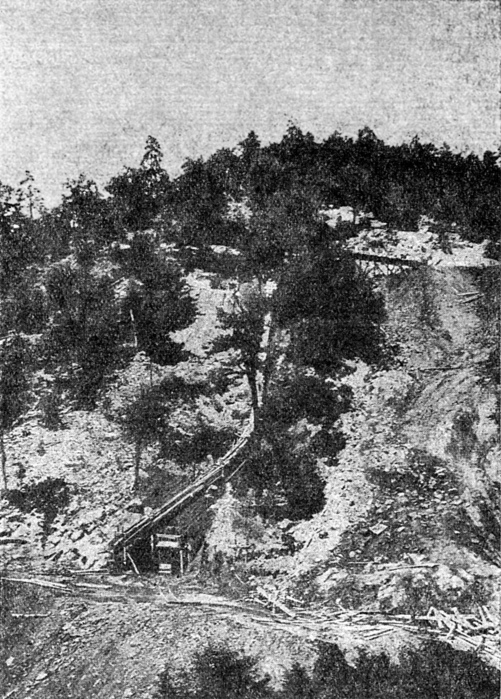
Бешуйская шахта, 1920 год.

Шахты Бешуйских копей действовали до 1949 года, выдав на гора в 1945 году 7 тыс. тонн угля, хотя есть неподтверждённые сведения, что добыча продолжалась до конца 1950-х годов. На 15 июня 1960 года село Шахты числилось в составе Предущельненского, на 1968 год — в составе Верхореченского.
Шахтёрский посёлок расселили к 1975 году, по завершении строительства Загорского водохранилища (завершено в 1980 году), на картах же, до 1980-х годов обозначался поселок Кры́мский, который, скорее всего, самостоятельной административной единицей не являлся (на топокартах обозначался условным знаком «нежилые постройки»).
Противотуберкулёзный санаторий «Крымский» и посёлок обслуги, очевидно, существовали под названием Шахты после прекращения угледобычи и ликвидации шахтёрского посёлка, сам же санаторий был упразднен в 1984 году, в связи с включением территории в состав заповедника. Усадьба санатория находилась примерно в 3,5 километрах западнее собственно шахт. Название Бешуйские копи появилось, видимо, потому, что до войны территория относилась к Бешуйскому сельсовету Симферопольского района. Официально село Шахты было исключено из списков сёл постановлением Верховного Совета Украинской ССР 17 февраля 1987 года.